# Ichkhan (titre)

Ichkhan (en arménien : իշխան) était un titre féodal donné en Arménie médiévale, signifiant littéralement prince. Le mot provient du verbe arménien ishkhel (իշխել), signifiant gouverner ou régner. Le titre ichkhan est utilisé tant en parallèle qu'en substitut d'autres titres féodaux arméniens, comme nakharar, paron, douks, ter, ou melik.
Ichkhan est aussi un prénom arménien.